# MARU
MARU — український музичний гурт, створений 2015 року як дует контрабасиста Дениса Дудка і джазової співачки Ольги Лукачової, що згодом перетворився на супергурт, поповнившись музикантами з інших відомих колективів (Океан Ельзи, Бумбокс, The Erised, Гапочка, VOLGA: FUNK).

## Загальні відомості
2015 року відомий контрабасист гурту «Океан Ельзи» Денис Дудко і джазова співачка Ольга Лукачова під час спільної роботи над одним із сольних проєктів Ольги вирішили підготувати невеличкий концерт для друзів, на якому були представлені кавер-версії відомих композицій у форматі «контрабас-вокал».
Перший концерт дуету відбувся у київському клубі Алхімік, де були представлені авторські аранжування на Lithium (Nirvana), джазовий стандарт Afroblue, пісню французькою мовою «Ne me quitte pas» (Жак Брель), трек групи Oi Va Voi — «Refugee» та інші.
Концерт виявився вдалим, в результаті чого з'явився їх спільний проєкт під назвою MARU, менеджером якого стала Марина Сікоєва. Під час першого концертного туру по Україні дует також представив дві авторські пісні — With U і Sparks, на які були зняті кліпи відомим режисером Віктором Придуваловим («With U») та українським продакшеном MinimalMovie («Sparks»). Кавери почали замінюватись на власні твори Дениса Дудка (він став автором всієї музики, частини текстів і саунд продюсером дуету).
Так до МАРУ приєдналися барабанщик Олександр Люлякін та клавішник Павло Литвиненко, які вже є учасниками популярного українського гурту "Бумбокс". Олександр Люлякін також грає в The Erised, а Павло Литвиненко, відомий і шанований в джазових колах піаніст, дає концерти в столичних джазових колективах і грає власний джазовий матеріал. Гітару в MARU довірили Олександру Зброцькому, однокласнику Ольги Лукачової по музичній школі, який вже брав участь у проєкті Ольги VOLGA: FUNK PROJECT. Через деякий час Денису цього стало недостатньо, і для того, щоб гурт звучав цікавіше, він запросив до гурту свого друга і колегу Дениса Глініна, барабанщика гурту "Океан Ельзи".
У вересні 2017 року вийшов перший альбом MARU «1».
Альбом «1» записувався в Києві. Саунд-продюсером альбому виступив Денис Дудко. Це перший досвід музичного продюсування для Дениса, не рахуючи двох його джазових альбомів (Sofia і Little Flower). Запис, зведення та мастеринг були довірені Олександру Костіна, який багато років є звукоінженером Океан Ельзи і періодично працює в студії над іншими музичними проєктами. Запис проходив на декількох київських студіях: ManGo Music, Yarunstudio, Bambrafone in ZvukoCeh і Na Hati Records (WITH U і Sparks - запис, зведення та мастеринг Олександр Крамер).
У лютому 2018 року гурт здобув престижну нагороду Aprize від Радіо Аристократи.
Цього ж року виходить їх другий альбом POMPIDOU, що містить 10 треків, 9 з яких написані українською мовою й один англійською.
Жива презентація альбому запланована на грудень 2018 року в одному з концерт-холів Києва.
Виступи гурту супроводжуються живим шоу з тематичним віджеїнгом. Гурт співпрацює зокрема з VJ Reinish.
В березні 2019 року гурт оголошує про заміну вокалістки та одночасно випускає новий альбом. Новим голосом бенду стає Христина Храмова, учасниця проєкт «Голос Країни». Новий альбом Million Tones містить чотири англомовних пісні й один трек українською мовою.

## Дискографія

### Студійні альбоми
- 2017 — 1
- 2018 — POMPIDOU

### Сингли
- 2016 — With U
- 2017 — Sparks
- 2017 — She'd Ever
- 2018 — Manifest
- 2018 — NEZEMNE

### EP
- 2019 — Million Tones

## Склад супергурту
- Денис Дудко, контрабас (Схід-Side, Океан Ельзи) — автор музики, частини текстів, саунд продюсер
- Ольга Лукачова, вокал (VOLGA: FUNK) — 2015—2019 рр.
- Христина Храмова, вокал — з 2019 р.
- Олександр Люлякін, барабан (Бумбокс, The Erised)
- Павло Литвиненко, клавіші (Бумбокс)
- Олександр Зброцький, гітара, контрабас, вокал (Гапочка, VOLGA: FUNK, Stinx)
- Денис Глінін, барабан (Клан тиші, Океан Ельзи)
- Марина Сікоєва, піснярка, менеджер